# Agrotis nili
Agrotis nili là một loài bướm đêm trong họ Noctuidae.